# رستگان
رستگان، روستایی است از توابع بخش خلجستان شهرستان قم در استان قم ایران.

## جمعیت
این روستا در بخش خلجستان استان قم قرار دارد و براساس سرشماری مرکز آمار ایران در سال ۱۳۸۵، جمعیت آن ۱۴۱ نفر (۶۵خانوار) بوده‌است.